# Pięcioro dzieci i „coś” (film)
Pięcioro dzieci i „coś” (oryg. Five Children and It) – brytyjski film fantasy z 2004 roku w reżyserii Johna Stephensona, na podstawie powieści Edith Nesbit pod tym samym tytułem.

## Obsada
- Freddie Highmore – Robert
- Kenneth Branagh – Wujek Albert
- Zoë Wanamaker – Martha
- Eddie Izard – Piaskoludek (głos)
- Tara FitzGerald – Matka
- Alex Jennings – Ojciec
- Jessica Claridge – Anthea
- Poppy Rogers – Jane
- Jonathan Bailey – Cyril

## Opis fabuły
I wojna światowa. Pięcioro dzieci musi opuścić zagrożony Londyn. Trafiają do dużej, wiejskiej posiadłości ekscentrycznego wujka Alberta. Wkrótce spotykają Piaskoludka – niezwykłą istotę, która ma moc spełniania życzeń.